# Пашёвский сельсовет
Пашевский сельский совет — упразднённое муниципальное образование в Кишертском районе Пермского края Российской Федерации, с января 2006 года входит в состав Осинцевского сельского поселения.

## Состав
Пашевский сельсовет включает 5 населённых пунктов:
- Пашево — деревня
- Гари — деревня
- Кошелево — деревня
- Бурылово — деревня
- Боровчата — деревня
- Шамарята — деревня